# Marieluise Metzger
Marieluise Metzger (* 1938 in Aalen-Ebnat als Gertrud Metzger) ist eine deutsche Ordensschwester.

## Leben
Die aus dem schwäbischen Aalen stammende Ordensfrau war von 1979 bis 2009 Mitglied der Ordensleitung der Barmherzigen Schwestern vom hl. Vinzenz von Paul in Untermarchtal. 1981 initiierte sie den jährlich stattfindenden Jugendtag an dem jeweils bis zu 4000 Menschen teilnehmen. Von 1991 bis 2009 war sie Generaloberin. Unter ihrer Leitung wurden die klostereigenen sozialen Einrichtungen in gemeinnützige Gesellschaften mit beschränkter Haftung umgewandelt. Sie war verantwortlich für über 4000 Mitarbeiter. 2009 folgte ihr Schwester M. Lintrud Funk im Amt. Von 2009 bis zu ihrer Verabschiedung in den Ruhestand 2018 war sie schließlich Oberin des Vinzenz-von-Paul-Hospitals in der ehemaligen Zisterzienserinnenabtei Rottenmünster in Rottweil.

## Auszeichnungen
Am 10. Mai 2003 verlieh ihr Ministerpräsident Erwin Teufel die Verdienstmedaille des Landes Baden-Württemberg. Am 26. Februar 2009 wurde sie durch Ministerpräsident Günther Oettinger in Anerkennung ihrer Leistungen im sozialen Bereich mit dem Bundesverdienstkreuz erster Klasse ausgezeichnet.